# Alliance française de Turin
Aout 2024
L'Alliance française de Turin est une association italienne sans but lucratif spécialisée dans l'enseignement de la langue française, l'organisation et la réception d'événements culturels dans la ville de Turin et dans la région de Piémont. Créée en 2010 après la fermeture du Centre culturel français de Turin fondé en 1953, elle collabore étroitement avec l’Ambassade de France en Italie.
Agréée par la Fondation Alliance française de Paris, membre du réseau de la Fédération des Alliances Françaises en Italie, c’est un lieu de dialogue interculturel, un forum de débats favorisant la compréhension entre les peuples au sein ou en dehors de l’Europe, un espace de découverte des traditions et des innovations de la France et des pays francophones.

## Historique
La directrice de l'Alliance cumule ses fonctions avec celle de coordinatrice locale  des Alliances Françaises en Italie. Se sont succédé Sandra Troise, Frédéric Bouilleux (2012-2014), Marion Mistichelli (2014 - 2016), Fabrice Placet (2016-2019) et depuis octobre 2019 Antonia Sandez Negrini.

## Les activités
Les objectifs de l'Alliance sont :
- dialogue et échanges entre la culture française et la culture italienne ;
- diffusion de la langue et de la culture françaises et rayonnement de la francophonie ;
- soutien et développement de la coopération scolaire et universitaire entre la France et l'Italie.

### Cours de langue française et formation
Centre officiel de langue et de culture française, l’Alliance française propose des cours de langue française conformes au Cadre européen commun de référence pour les langues et tenus par des enseignants spécialisés en Français Langue Étrangère (FLE).
L’Alliance française de Turin est le centre d’examen officiel au niveau régional pour l’obtention du DELF (Diplôme d’études en langue française) et du DALF (Diplôme approfondi de langue française), et d'autres certifications internationales du ministère français de l'Éducation nationale et de la CCIP.

### Activités culturelles
L’Alliance française offre une large palette d’activités culturelles, pouvant se dérouler au siège de l'Alliance ou en dehors (cinémathèque, salle de concert...), en collaboration avec diverses institutions publiques et/ou privées de la ville et de la région. On y organise ainsi des rétrospectives de cinéma français en partenariat avec des cinémas de la ville, des conférences, des rencontres avec des auteurs et des personnalités du monde culturel français, francophone et italien, des expositions d’art et de photographies, des concerts en collaboration avec des partenaires locaux.